# Sodupe Unión Club
Sodupe Unión Club es un equipo de fútbol español localizado en Sodupe, Vizcaya en el País Vasco. Fundado en 1947, el equipo actualmente se encuentra enTercera División - Grupo 4. Disputa sus partidos como local en el Campo Lorenzo Hurtado de Saratxo.

## Historia
Sodupe UC fue fundado en 1947.

## Temporada
| Temporada | Nivel | División   | Posición | Copa del Rey |
| --------- | ----- | ---------- | -------- | ------------ |
| 1989/90   | 4     | 1.ª        | 1.º      | Ganadores    |
| 1990/91   | 4     | 3.ª        | 14.º     |              |
| 1991/92   | 4     | 3.ª        | 16.º     |              |
| 1992/93   | 4     | 3.ª        | 11.º     |              |
| 1993/94   | 4     | 3.ª        | 18.º     |              |
| 1998/99   | 4     | 3.ª        | 12.º     |              |
| 1999/00   | 4     | 3.ª        | 14.º     |              |
| 2000/01   | 4     | 3.ª        | 17.º     |              |
| 2001/02   | 4     | 3.ª        | 17.º     |              |
| 2008/09   | 5     | Reg. Pref. | 17.º     |              |
| 2010/11   | 5     | Reg. Pref. | 10.º     |              |
| 2011/12   | 5     | Reg. Pref. | 9.º      |              |
| 2015/16   | 5     | Reg. Pref. | 1.º      |              |
| 2016/17   | 4     | 3.ª        | 11.º     |              |
| 2017/18   | 4     | 3.ª        | 10.º     |              |
| 2018/19   | 4     | 3.ª        | 9.º      |              |
| 2019/20   | 4     | 3.ª        | 11.º     |              |

- 15 temporadas en Tercera División.